# (2906) Caltech
(2906) Caltech (1983 AE2) – planetoida z grupy pasa głównego asteroid okrążająca Słońce w ciągu 5,63 lat w średniej odległości 3,16 au. Odkryta 13 stycznia 1983 roku.